# Cocaine (Z-Ro)
Cocaine è il tredicesimo album in studio del rapper statunitense Z-Ro, pubblicato nel 2009.

## Tracce
1. Intro – 4:04
2. One Two (featuring Billy Cook) – 4:10
3. Don't Worry Bout Mine (featuring Big Pokey) – 4:44
4. Type of Nigga I Am – 4:12
5. Quarterback Vision – 4:01
6. I Don't Give a Damn – 5:38
7. Bottom to the Top (featuring Mike D) – 4:44
8. I Can't Leave Drank Alone (featuring Lil' O) – 4:41
9. Doing Just Fine – 5:16
10. Southside (featuring Lil' Flip) – 4:35
11. Haters Got Me Wrong (featuring Gucci Mane & Chris Ward) – 4:49
12. On My Grind – 4:48
13. Shotta – 4:49
14. Thank You (featuring Lil' Flip) – 4:39
15. But – 3:54
16. Tha Police (featuring Chris Ward) – 4:41
17. Bring My Mail – 3:42